# Thénezay
Thénezay är en kommun i departementet Deux-Sèvres i regionen Nouvelle-Aquitaine i västra Frankrike. Kommunen ligger i kantonen Thénezay som tillhör arrondissementet Parthenay. År 2022 hade Thénezay 1 398 invånare.

## Befolkningsutveckling
Antalet invånare i kommunen Thénezay
| Referens: INSEE |